# 蒙托 (奥德省)
蒙托（法語：Monthaut）是法国奥德省的一个市镇，属于利穆区（Limoux）阿莱尼县（Alaigne）。该市镇2009年时的人口为38人。

## 人口
蒙托人口变化图示
| 数据来源：INSEE |